# Твардовский вызывает дух Барбары для Сигизмунда Августа
«Твардовский вызывает дух Барбары для Сигизмунда Августа» (пол. Twardowski wywołujący cień Barbary przed Zygmuntem Augustem) — картина польского художника Яна Матейко на исторический сюжет, созданная в 1884 году. Хранится в Национальном музее в Варшаве.
Матейко почерпнул материал для картины в одной из легенд о пане Твардовском: здесь этот персонаж по просьбе короля Речи Посполитой Сигизмунда Августа вызывает призрак его безвременно умершей жены Барбары Радзивилл.
Сцена разворачивается в темной замковой комнате, освещенной светом двух свечей. На заднем плане, в центре, в кресле сидит Сигизмунд Август, а его покойная возлюбленная появляется слева у окна. Твардовский изображен с поднятой рукой в жесте наложения магического заклинания, а его взгляд устремлен на зеркало, отражающее силуэт Барбары. За королевским креслом видна фигура его доверенного придворного, выражающая смесь страха и любопытства.